# Bontia
- Commons
- Wikispecies

Bontia L. é um género botânico pertencente à família Scrophulariaceae.

## Espécies
- Bontia daphnifolia
- Bontia mitchellii
- «Lista completa»

## Classificação do gênero
| Sistema | Classificação                        | Referência               |
| ------- | ------------------------------------ | ------------------------ |
| Linné   | Classe Didynamia, ordem Angiospermia | Species plantarum (1753) |

- «PPP-Index» (em alemão)
- «USDA Plants Database» (em inglês)
- «Germplasm Resources Information Network (GRIN)» (em inglês)
- «Botânica sistemática» (em inglês)
- «DiversityOfLife» (em inglês)
- «Site oficial APG II» (em inglês)